# Viktor Ergert
Viktor Ergert (* 1918 in Wien; † 1984) war ein österreichischer Historiker, Publizist und Journalist des Österreichischen Rundfunks.

## Leben
Ergert studierte an der Universität Wien Journalistik und wurde 1948 am Publizistischen Institut der Universität Wien promoviert.
1949 nahm Ergert am Kongress der Weltbürgerbewegung in Paris teil. Dort wurde er von Garry Davis zum Vertreter der Bewegung in Österreich ernannt und mit der Ausstellung von Weltbürgerpässen bevollmächtigt.
Seit 1957 war er für den Österreichischen Rundfunk als Journalist tätig. Hier war er u. a. mit den Aufgaben der Medien- und Meinungsforschung betraut und beschäftigte sich in diesem Rahmen eingehend mit der Geschichte des österreichischen Rundfunks.
Ergebnis seiner Arbeiten war zunächst seine 1964 erschienene Publikation 40 Jahre Rundfunk in Österreich. 1974 veröffentlichte Ergert den ersten Band seines umfassenden vierbändigen Werks 50 Jahre Rundfunk in Österreich, eine geschichtliche Dokumentation des österreichischen Rundfunks von 1924 bis 1974. 1975 folgte der zweite und 1977 der dritte Band. Ergert verstarb vor Fertigstellung des vierten Bandes, der unter Mitarbeit von Hellmut Andics und Robert Kriechbaumer fertiggestellt und 1985 veröffentlicht wurde.
Am 7. August 1984 wurde Ergert am Kagraner Friedhof bestattet (Gruppe A, Nr. 18).

## Werke
- Die gedruckten periodischen Zeitungen Wiens im siebzehnten Jahrhundert. Diss., Univ. Wien 1948 (111 S.; obvsg.at).
- 40 Jahre Rundfunk in Österreich. Österreichische Rundfunk Ges. mbH, Wien 1964, DNB 577389912 (94 Bl.).
- 50 Jahre Rundfunk in Österreich. Hrsg. vom Österreichischen Rundfunk. Residenz Verlag,
  - Band I: 1924–1945. Salzburg 1974, ISBN 3-7017-0119-9, DNB 996943404 (256 S., austria-forum.org).
  - Band II: 1945–1955. Salzburg 1975, ISBN 3-7017-0145-8 DNB 99694334X (236 S., austria-forum.org).
  - Band III: 1955–1967. Salzburg 1977, ISBN 3-7017-0184-9, DNB 780454391 (244 S., austria-forum.org).
  - Band IV: 1967–1974. Unter Mitarbeit von Hellmut Andics und Robert Kriechbaumer. Salzburg/Wien 1985, ISBN 3-7017-0405-8, DNB 994385463 (334 S., austria-forum.org).